# Pocophora aoroptila
Pocophora aoroptila là một loài bướm đêm trong họ Geometridae.